# کیریل کومباروف
کیریل کومباروف (روسی: Кири́лл Влади́мирович Комба́ров؛ IPA: [kʲɪˈrʲil vlɐˈdʲimʲɪrəvʲɪtɕ kɐmˈbarəf]؛ زادهٔ ۲۲ ژانویهٔ ۱۹۸۷) بازیکن فوتبال اهل روسیه بود.
از باشگاه‌هایی که در آن بازی کرده‌است می‌توان به باشگاه فوتبال آرسنال تولا، باشگاه فوتبال اسپارتاک مسکو، باشگاه فوتبال تورپدو مسکو، باشگاه فوتبال اسپارتاک-۲ مسکو، و باشگاه فوتبال دینامو مسکو اشاره کرد.
وی همچنین در تیم‌های ملی فوتبال زیر ۲۱ سال روسیه و تیم روسیه ۲ بازی کرده‌است.